# Ванг Ћанг
Ванг Ћанг (традиционални кинески: 王蔷; пинјин: Wáng Qiáng; рођена 14. јануара 1992) кинеска је тенисерка.

## Каријера
Тенис је почела да тренира од своје девете године. У почетку је била на једној од кинеских тениских академија, а са 16 година преселила се у Јапан. Између 2006. и 2007. године, Ванг је освојила тениско првенство за младе у Кини, а званично је први пут учествовала на неком ИТФ турниру 2007. године. Први професионални турнир који је одгирала, био је ИТФ Челенџ у Јапану.
Септембра 2007. добила је вајлд карту за учешће у квалификацијама за ВТА турнир, Отворено првенство Кине у Пекингу, али је елиминисана у првом колу. Следећих година покушала је неколико пута да се квалификује за ВТА турнире, али тек 2012. године на Баку купу успела је да се домогне главног жреба турнира. У првом колу налетела је на тенисерку из Луксембурга, Манди Минелу, где је поражена у три сета.
Године 2012. представљала је и своју земљу на женском екипном такмичењу Федерејшн куп (скраћено Фед куп).
У јулу 2018. победила је на турниру у Нанчангу, а у септембру у Гуангџоу. Затим је стигла до полуфинала турнира у Вухану и Пекингу (оба пута је побеђивала Каролину Плишкову). На гренд слем турнирима, Ванг је једном стигла до четвртфинала и то 2019. године на Отвореном првенству САД. Најбољи резултат на Вимблдону и Отвореном првенству Француске био јој је пласман у треће коло. На Отвореном првенству Аустралије 2020. године, победила је Серену Вилијамс из САД и прошла у осмину финала.

## ВТА финала

### Појединачно: 4 (2:2)
| Легенда                   |
| ------------------------- |
| Гренд слем (0:0)          |
| Првенство ВТА (0:0)       |
| ВТА Елитни куп (0:1)      |
| Премијер турнири 5 (0:0)  |
| Премијер (0:0)            |
| Међународни турнири (2:1) |

| Подлога     |
| ----------- |
| Бетон (2:2) |
| Трава (0:0) |
| Шљака (0:0) |
| Тепих (0:0) |

| Исход  | Год.  | Турнир         | Категорија   | Подлога   | Противница        | Резултат      |
| ------ | ----- | -------------- | ------------ | --------- | ----------------- | ------------- |
| Победа | 2018. | Нанчанг        | Међ. турнири | Бетон     | Џенг Сајсај       | 7:5, 4:0 оду. |
| Победа | 2018. | Гуангџоу       | Међ. турнири | Бетон     | Јулија Путинцева  | 6:1, 6:2      |
| Финале | 2018. | Хонг Конг      | Међ. турнири | Бетон     | Дајана Јастремска | 2:6, 1:6      |
| Финале | 2018. | ВТА Елитни куп | Елитни куп   | Бетон (д) | Ешли Барти        | 3:6, 4:6      |

## ТОП 10 победе
| Сезона | 2013 | 2018. | 2019. | 2020. | Укупно |
| Победе | 1    | 4     | 1     | 1     | 7      |

| #    | Играчица          | Ранг   | Турнир           | Подлога | Рунда | Резултат         | ВЋР    |
| 2013 | 2013              | 2013   | 2013             | 2013    | 2013  | 2013             | 2013   |
| ---- | ----------------- | ------ | ---------------- | ------- | ----- | ---------------- | ------ |
| 1.   | Каролина Возњацки | Бр. 10 | Малезија         | Бетон   | 1Р    | 2:6, 7:6(1), 6:1 | Бр.186 |
| 2018 |                   |        |                  |         |       |                  |        |
| 2.   | Венус Вилијамс    | Бр. 9  | Ролан Гарос      | Шљака   | 1Р    | 6:4, 7:5         | Бр. 91 |
| 3.   | Каролина Плишкова | Бр. 7  | Вухан Опен       | Бетон   | 2Р    | 6:1, 3:6, 6:3    | Бр. 34 |
| 4.   | Каролина Плишкова | Бр. 7  | Кина Опен        | Бетон   | 3Р    | 6:4, 6:4         | Бр. 28 |
| 5.   | Елина Свитолина   | Бр. 5  | Хонг Конг        | Бетон   | ЧФ    | 6:2, 6:4         | Бр. 24 |
| 2019 |                   |        |                  |         |       |                  |        |
| 6.   | Ешли Барти        | Бр. 2  | Ју Ес Опен       | Бетон   | 4Р    | 6:2, 6:4         | Бр. 18 |
| 2020 |                   |        |                  |         |       |                  |        |
| 7.   | Серена Вилијамс   | Бр. 9  | Аустралијан Опен | Бетон   | 3Р    | 6:4, 6:7(2), 7:5 | Бр. 29 |